# رودریگو برانا
رودریگو برانا (انگلیسی: Rodrigo Braña؛ زادهٔ ۷ مارس ۱۹۷۹) بازیکن فوتبال اهل آرژانتین است.
از باشگاه‌هایی که در آن بازی کرده‌است می‌توان به باشگاه فوتبال استودیانتس اشاره کرد.
وی همچنین در تیم ملی فوتبال آرژانتین بازی کرده‌است.